# Partit Nacional del Poble d'Alemanya
El Partit Nacional del Poble d'Alemanya (PNPA) —en alemany Deutschnationale Volkspartei (DNVP)—, fou un partit polític format a Alemanya durant el període conegut com a República de Weimar.
El PNPA es fundà el 1919. Creat principalment pel ric industrial Hugo Stinnes, aquest partit de dreta s'oposà al Tractat de Versalles, donà suport a la restauració de la monarquia i fou crític amb el poder dels sindicats. Liderat pel ric magnat de la premsa, Alfred Hugenberg, el PNPA va obtenir 66 escons en el Reichstag a les eleccions generals de 1920, augmentant a 103 el desembre de 1924.
El PNPA va fer campanya contra el Tractat de Locarno i el Pla Young. No obstant això abans de 1930, el Partit Nazi, més extremista, es va convertir en el principal partit de dreta del país i abans de 1933, el PNPA només tenia 52 escons.
Quan Adolf Hitler va ser Canceller el gener de 1933, va convidar al PNPA a unir-se al seu govern de coalició i nomenà Hugenberg Ministre d'Agricultura i Economia. El 23 de març de 1933, tots els membres del PNPA en el Reichstag van votar a favor de la Llei de Plens Poders que va donar a Hitler poders dictatorials. El juny de 1933, Hitler va dissoldre el PNPA després d'acomiadar Hugenberg del govern.

## Resultats electorals
| Any       | Vots      | Vots  | Vots | Escons    | Escons | Pos. | Govern        |
| Any       | No.       | %     | ± pp | No.       | ±      | Pos. | Govern        |
| --------- | --------- | ----- | ---- | --------- | ------ | ---- | ------------- |
| 1919      | 3,121,479 | 10.27 | Nou  | 44 / 423  | Nou    | 4t   | Suport extern |
| 1920      | 4,249,100 | 15.07 | 4.80 | 71 / 459  | 27     | 3r   | Oposició      |
| 1924 (I)  | 5,696,475 | 19.45 | 4.38 | 95 / 472  | 24     | 2n   | Oposició      |
| 1924 (II) | 6,205,802 | 20.49 | 1.04 | 103 / 493 | 8      | = 2n | Oposició      |
| 1928      | 4,381,563 | 14.25 | 6.24 | 73 / 491  | 30     | = 2n | Coalició      |
| 1930      | 2,457,686 | 7.03  | 7.22 | 41 / 577  | 32     | 5è   | Coalició      |
| 1932 (I)  | 2,178,024 | 5.91  | 1.12 | 37 / 608  | 4      | = 5è | Coalició      |
| 1932 (II) | 2,959,053 | 8.34  | 2.43 | 51 / 584  | 14     | = 5è | Coalició      |
| 1933 (I)  | 3,136,760 | 7.97  | 0.37 | 52 / 648  | 1      | = 5è | Coalició      |

## Caps del partit
- 1918-1924 Oskar Hergt (1869-1967)
- 1924-1928 Kuno Graf von Westarp (1864-1945)
- 1928-1933 Alfred Hugenberg (1865-1951)

## Font
Traducció de "German National People's Party (DNVP)" Arxivat 2014-04-27 a Wayback Machine. a Spartacus Educational Arxivat 2014-04-27 a Wayback Machine.